# Dietrich Eckart
Dietrich Eckart (n. 23 martie 1868, Neumarkt in der Oberpfalz, Bavaria, Germania – d. 26 decembrie 1923, Berchtesgaden, Bavaria, Germania) a fost un jurnalist german și politician, împreună cu Adolf Hitler fiind unul din primii oameni cheie ai Partidului Nazist și un participant la Puciul de la berărie din 1923.